# Variacions sobre "Là ci darem la mano" (Chopin)

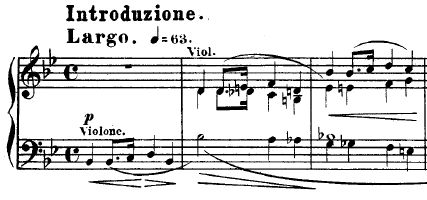
Inici de les Variacions sobre "Là ci darem la mano" de Chopin.

Les Variacions sobre "Là ci darem la mano" per a piano i orquestra, op. 2, és una obra de Frédéric Chopin composta el 1827, quan tenia només 17 anys. "Là ci darem la mano" és un duet de l'òpera Don Giovanni de Mozart, i l'adaptació de Chopin i les variacions que creà, inspirà la famosa exclamació de Robert Schumann: "Em trec el barret, senyors! Un geni!" L'obra s'enregistra sovint i s'interpreta en concerts. Una execució típica dura entre 17 a 19 minuts.

## Chopin i l'orquestra
Les Variacions sobre "Là ci darem la mano" va ser la primera obra de Chopin per a piano i orquestra. En la seva carrera, va escriure dos concerts i altres tres peces concertants, però sempre es va mantenir relativament indiferent als elements orquestrals i sovint utilitzava l'orquestra com un mer acompanyament de la part de piano, part molt més brillant.
Chopin va interpretar sovint les variacions sense l'acompanyament orquestral i, més tard, va abandonar l'orquestra gairebé íntegrament en les seves composicions amb alguna excepció: estava treballant en un tercer concert per a piano en data tan tardana com 1834, i en 1841 va publicar l'Allegro de concert, que s'especula que podria ser el primer moviment del tercer concert inacabat.

## Crítica
L'obra es va estrenar l'11 d'agost de 1829 a Viena, al Theater am Kärntnertor, amb Chopin com a solista. El va anar a sentir molt públic i va rebre bons elogis de la crítica. Tot escrivint sobre el seu èxit als seus pares, va dir que "tothom va aplaudir tan fort després de cada variació que tenia dificultat per sentir el tutti orquestral." L'obra es va publicar el 1830, amb una dedicatòria al seu amic Tito Woyciechowski.
Robert Schumann (que havia nascut només 3 mesos després de Chopin) va escoltar per primera vegada aquestes variacions de Chopin, en aquell moment un compositor desconegut, en l'actuació de Julius Knorr en la Gewandhaus de Leipzig, el 27 d'octubre de 1831. L'impacte que li causà l'obra el va fer declarar, a través de la veu del seu alter ego Eusebius: "Em trec el barret, senyors! Un geni!" en l'edició del 7 de desembre de 1831 al Allgemeine Musikalische Zeitung. Schumann les va tocar durant mesos "d'una manera literalment obsessiva". D'altra banda, no hi ha constància que Chopin agraís a Schumann el seu suport en aquesta important etapa d'inici de la seva carrera.
El professor de Schumann (i futur sogre) Friedrich Wieck va publicar una ressenya molt positiva de les variacions en la revista alemanya Caecilia. Chopin va trobar la revisió tan vergonyosament embafadora que va bloquejar els intents de Wieck a publicar-ho en francès. En una carta a un amic, Chopin va escriure que Wieck, "en lloc de ser intel·ligent, és molt estúpid" i que ell no volia que la seva integritat musical "morís" a causa de "la imaginació d'aquest ... obstinat alemany".
Wieck també va fer que la seva filla Clara de 12 anys, estudiés les variacions per interpretar-les públicament, i es va convertir en una peça important en el seu repertori primerenc. En el seu diari del 8 de juny de 1831 (coincident amb el 21 aniversari de Robert Schumann), va escriure: les Variacions Op. 2 de Chopin, que he après en vuit dies, és la peça més difícil que fins ara he vist o interpretat mai. Aquesta brillant i original composició és encara poc coneguda ja que gairebé els pianistes i professors consideren incomprensible i impossible de tocar. A Kassel, Louis Spohr passava les pàgines quan ella les tocava en concert. Clara Wieck més tard es convertiria en la dona de Schumann, tot i la vehement oposició del seu pare.
Schumann i Chopin no van coincidir personalment fins al 27 setembre de 1835, a Leipzig. Es van reunir un altre cop a Leipzig el 12 de setembre de 1836. Schumann se sap que va escriure cinc cartes a Chopin (només una carta ha sobreviscut), però Chopin no el va respondre. No tenia massa interès en la música de Schumann, i el seu aparent gest de respecte cap a Schumann es concretà en la dedicació de la Balada núm. 2 en fa major, op. 38, que pot haver estat per cortesia més que res. Per la seva banda, Schumann no només va dedicar la seva Kreisleriana, Op. 16 a Chopin, sinó que va compondre les seves pròpies Variacions sobre un nocturn de Chopin en sol menor, op. 15/3 (publicades el 1981), entremig de les seves dues trobades. També va escriure una secció imitativa anomenada simplement "Chopin" en l'obra Carnaval op. 9 i tota la vida va seguir sent un ferm defensor de la música de Chopin, com ho va fer també la seva esposa Clara: en el darrer concert públic que va oferir va interpretar el Concert per a piano núm. 2 en fa menor de Chopin.

## Estructura
L'obra està en la tonalitat de si bemoll major, excepte en l'Adagio (Variació 5), que està en mode menor.
- Introducció: Largo-Poco piu mosso, en compàs 4/4
- Tema: Allegretto, en compàs 2/4
- Variació 1: Brillante, en compàs 2/4
- Variació 2: Veloce, ma accuratamente, en compàs 2/4
- Variació 3: Sempre sostenuto, en compàs 2/4
- Variació 4: Con bravura, en compàs 2/4
- Variació 5:
  - Adagio, en si bemoll menor i en compàs 4/4
  - Coda: Alla Polacca, en compàs 3/4.